# Bonsucesso Atlético Clube
Le Bonsucesso Atlético Clube est une société multi-sport de Porto Alegre sise dans le quartier de Bom Jesus fondée à la fin des années 1940. Son club de jeu de boule regroupe cinquante membres et participa aux Championnats mondiaux de 2003, en Suisse, aux côtés de neuf autres associations et deux cent seize athlètes de l'État.
Son siège se trouve Travessa Encruzilhada, 155, à Porto Alegre.

## Sources
Bocha no Rio Grande do Sul (Jeu de boule dans le Rio Grande do Sul ; en portugais).